# Macromotettixoides aelytra
Macromotettixoides aelytra is een rechtvleugelig insect uit de familie doornsprinkhanen (Tetrigidae). De wetenschappelijke naam van deze soort is voor het eerst geldig gepubliceerd in 2002 door Zheng, Li & Shi.